# Georg II. (Münsterberg-Oels)
Georg II. von Münsterberg (auch: Georg II. von Podiebrad; Georg II. von Münsterberg-Oels, tschechisch: Jiří II. z Minstrberka; * 30. April 1512 in Oels; † 13. Januar 1553 ebenda) war Herzog von Münsterberg und 1536–1542 Herzog von Oels. Zudem führte er den Titel eines Grafen von Glatz. 

## Leben

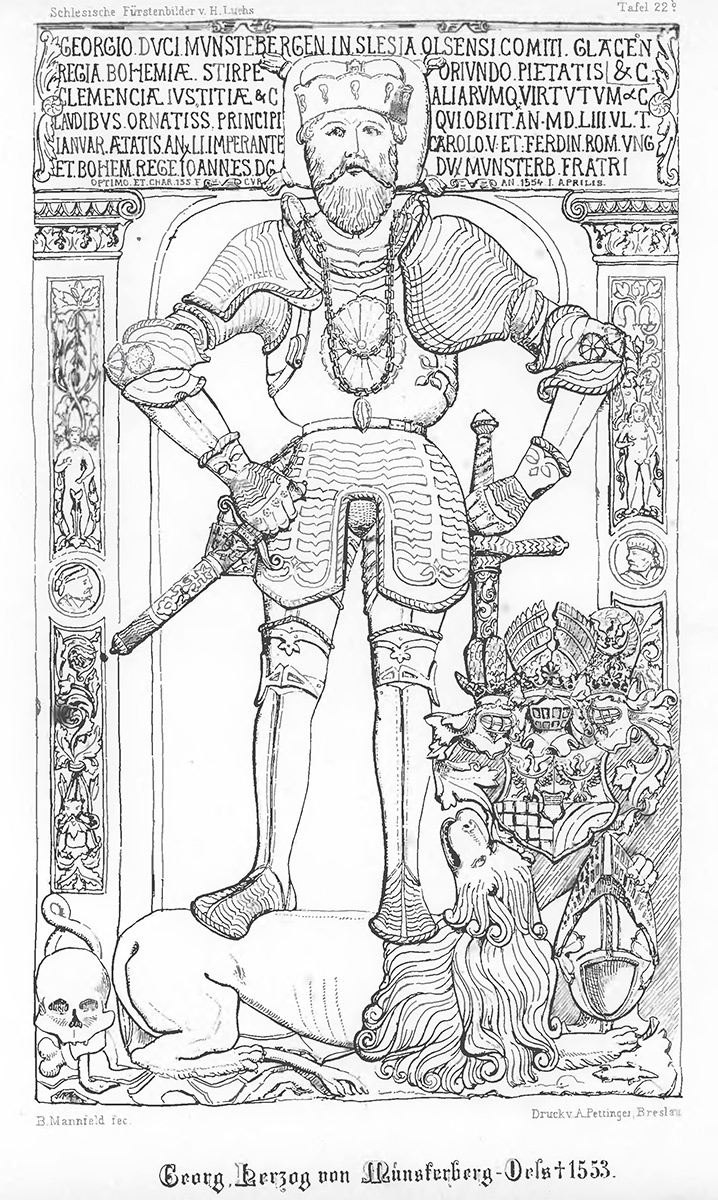
Zeichnung des Epitaphs für Georg II.

Georg II. entstammte dem Münsterberger Familienzweig des böhmischen Adelsgeschlechts Podiebrad. Er wurde als zwölftes (und letztes) Kind der Eheleute Karl I. von Münsterberg und Oels und Anna (1480/83–1541), Tochter des Herzogs Johann II. von Sagan, geboren. 
Georg war mit Elisabeth Kostka von Postupitz (Eliška Kostkova z Postupic) verheiratet und regierte nach dem Tod des Vaters Karl I. von 1536 bis 1542 die Herzogtümer Münsterberg und Oels gemeinsam mit seinen älteren Brüdern Joachim, Heinrich II. und Johann. Am 25. Juni 1536 verliehen sie in einer gemeinsamen Urkunde der zum Herzogtum Münsterberg gehörigen Stadt Silberberg die Rechte einer freien Bergstadt. Im Gegensatz zu ihrem Vater bekannten sich Georg und seine Brüder zur lutherischen Lehre. 1537 vertrieben sie die katholischen Geistlichen aus Münsterberg und beriefen evangelische Prediger. Im selben Jahr verzichtete er mit seinen Brüdern auf die Erbansprüche auf das Herzogtum Crossen, nachdem Joachim  vom Kurfürsten Joachim I. die Zusage auf eine Anwartschaft auf das Bistum Lebus oder Brandenburg erhalten hatte.
1542 verpfändeten Georg und seine Brüder das verschuldete Herzogtum Münsterberg an ihren Onkel Herzog Friedrich II. von Liegnitz. Anschließend erhielt Heinrich II. das Herzogtum Bernstadt, während Johann die Regierung im Herzogtum Oels fortsetzte. Joachim, der älteste der Brüder, sollte Bischof von Brandenburg werden. Georg behielt wie seine Brüder weiterhin den Titel eines Herzogs von Münsterberg und wohnte wahrscheinlich bei seinem Bruder Johann auf dem Schloss Oels. Er starb ohne Nachkommen im Alter von 41 Jahren in Oels. Sein Leichnam wurde in der damaligen Schlosskirche Oels beigesetzt. Dort wurde 1554 ein Renaissance-Epitaph aufgestellt, das der aus Würzburg stammende Hofbildhauer Johann Oslew schuf. Es ist ein Flachrelief aus Sandstein, auf dem Georg auf einem Löwen stehend in Rüstung dargestellt wird.